# مسابقه کبوترپرانی

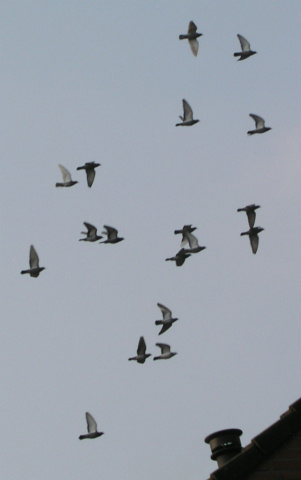

مسابقه کبوترپرانی نوعی ورزش است که در آن کبوتران مسابقه‌ای که به‌طور ویژه آموزش داده شده‌اند رها می‌شوند، تا پس از طی کردن یک فاصله اندازه‌گیری شده دقیق به خانه بازگردند. زمانی که حیوان برای طی کردن فاصله مشخص‌شده استفاده کرده‌است اندازه‌گیری می‌شود و این سرعت طی مسافت با دیگر کبوتران مسابقه مقایسه می‌شود تا مشخص شود کدام حیوان در بالاترین سرعت به خانه رسیده‌است.
مسابقه کبوترپرانی به کبوترهای مسافتی که به‌طور ویژه برای این ورزش پرورش داده می‌شوند، نیاز دارد. کبوتران مسابقه‌ای به‌طور خاص برای مسابقاتی از حدود ۱۰۰ کیلومتر تا ۱۰۰۰ کیلومتر پرورش و نگه داری می‌شوند. با وجود این مسافت‌ها، گاهی برنده یا بازنده مسابقات در عرض چند ثانیه تغییر می‌یابد، بنابراین بسیاری از ابزارهای زمان‌سنجی مسافت‌سنجی گوناگون توسعه پیدا کرده‌اند. روش‌های زمان‌سنجی سنتی شامل حلقه‌های لاستیکی است که در یک ساعت با طراحی خاص قرار داده می‌شوند، در حالی که یک تکنولوژی جدیدتر از برچسب‌های سامانه بازشناسی با امواج رادیویی برای ثبت زمان رسیدن استفاده می‌کند.
شواهد قانع کننده‌ای وجود دارد که نشان می‌دهند ممکن است سابقه این ورزش دست کم به ۲۲۰ سال پس از میلاد مسیح برسد اگرچه هیچ سند قاطعی وجود ندارد.

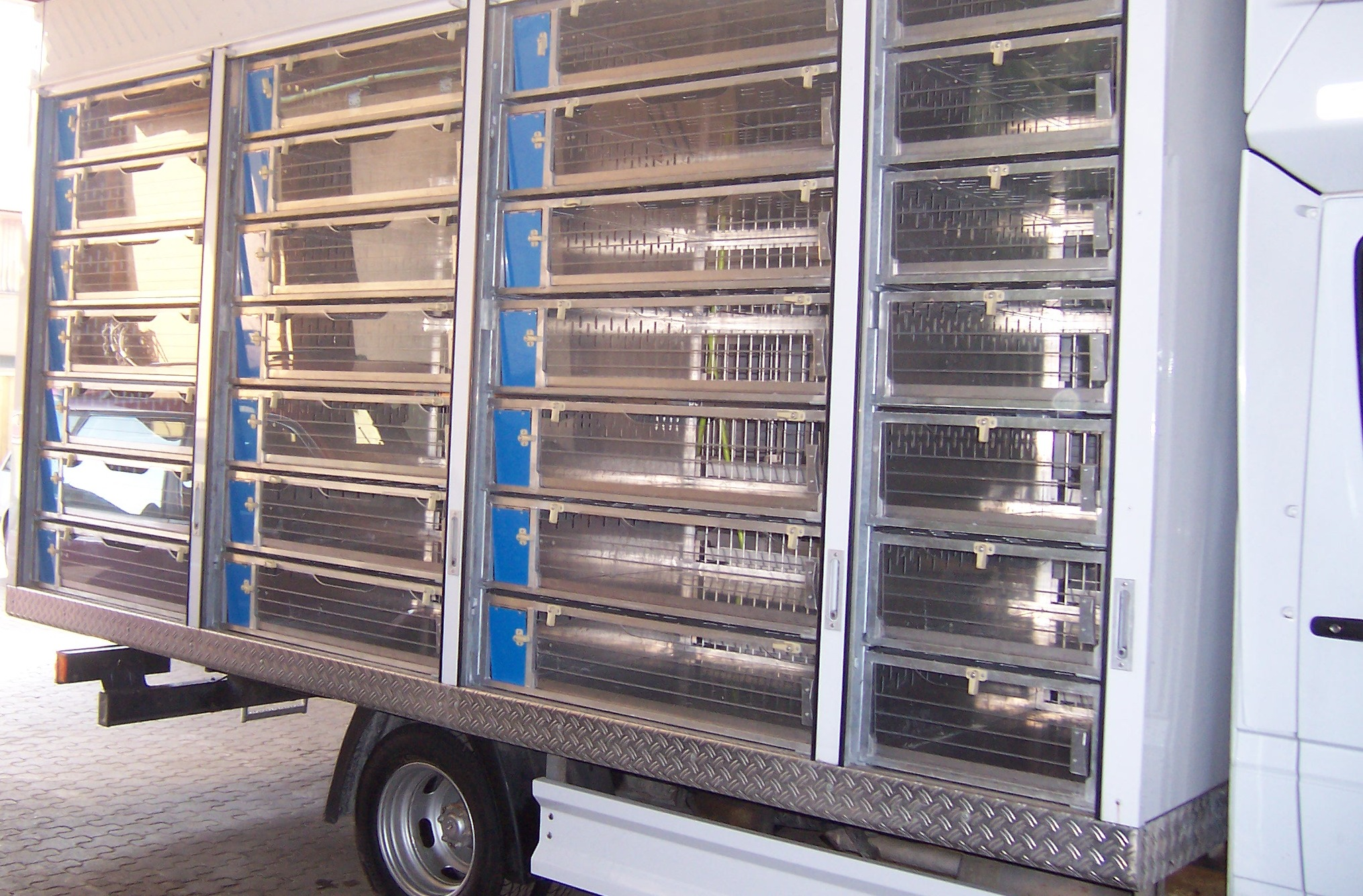
کبوتران مسابقه‌ای اغلب در کامیون‌های ویژه جابجا می‌شوند.